# Enoplognatha bobaiensis
Enoplognatha bobaiensis es una especie de araña araneomorfa del género Enoplognatha, familia Theridiidae. Fue descrita científicamente por Zhu en 1998.
Habita en China.